# 40 000
Pour un article plus général, voir nombres 10 000 à 99 999.
40 000 (quarante mille) est l'entier naturel qui suit 39 999 (trente-neuf mille neuf cent quatre-vingt-dix-neuf) et qui précède 40 001 (quarante mille un).
Dans le langage courant le nombre 40 000 est parfois utilisé pour signifier "beaucoup". Par exemple : "il n'y en n'a pas quarante mille !"
Le code postal 40 000 correspond à la ville Mont-de-Marsan, située dans le sud-ouest de la France.
L'ellipse d'un méridien terrestre fait 40 008 km. 1 mille marin en est 1 minute d'arc. 